# Stadion Osaka
Stadion Osaka (jap. 大阪スタヂアム Ōsaka Sutadjiamu; 大阪球場 Ōsaka Kyūjō) – były osakijski stadion drużyny baseballowej Nankai Hawks.
W 1988 właściciel stadionu, firma Hawks sprzedała go Daiei i przeniosła się do Fukuoki.
Stadion został ostatecznie rozebrany w 1998, jego teren zajmuje obecnie centrum handlowe.
- Osaka Stadium. slightlywarped.com. [dostęp 2012-07-10]. (ang.).